# Cabeça (Amadeo de Souza-Cardoso)
Cabeça é um óleo sobre tela da autoria do pintor português Amadeo de Souza-Cardoso. Pintado em 1913, mede 61 cm de altura por 50 cm de largura.
A pintura pertence ao Centro de Arte Moderna (Fundação Calouste Gulbenkian) de Lisboa.